# 토니 로모

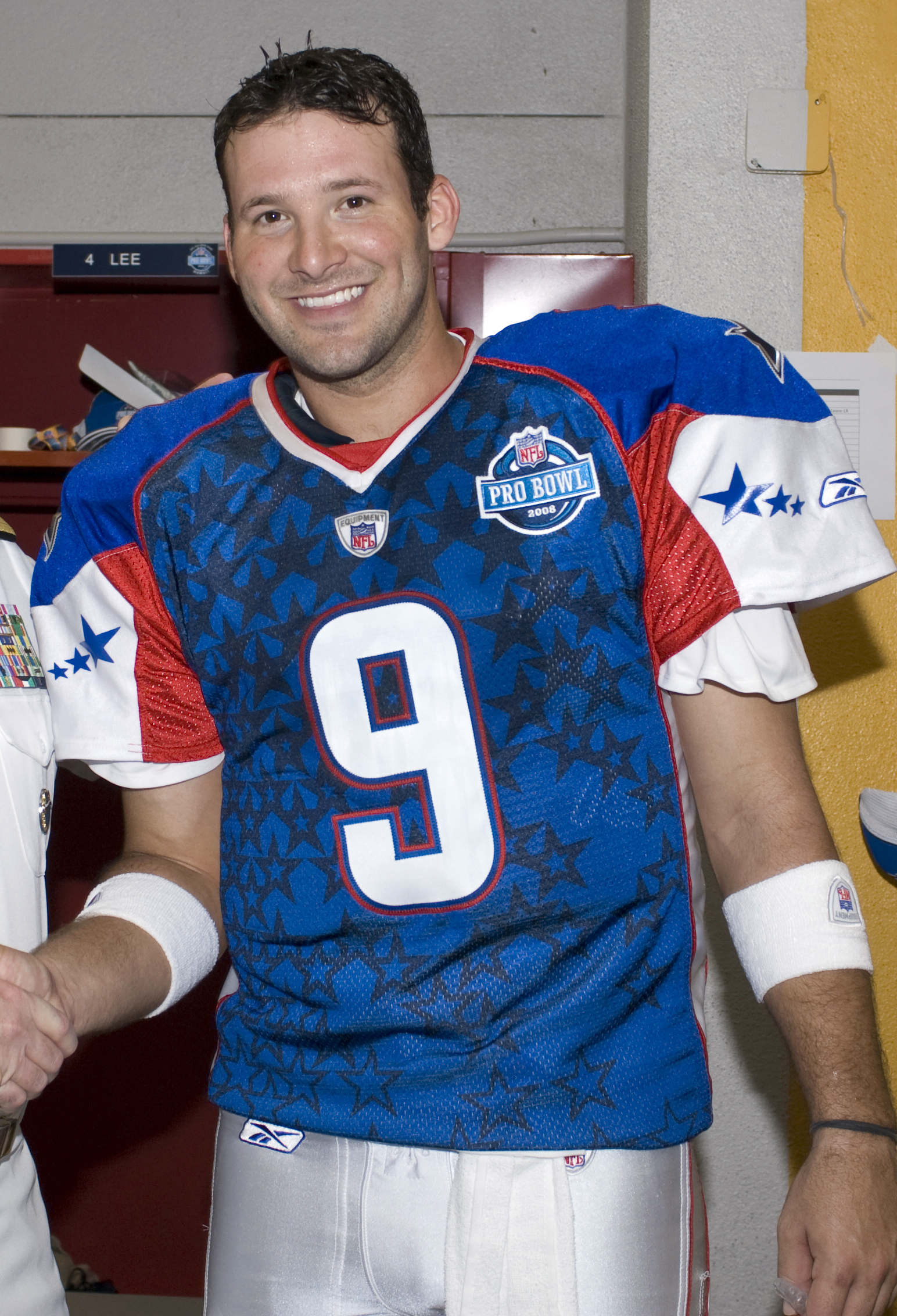
토니 로모

토니 로모(영어: Tony Romo, 1980년 4월 21일 ~ )는 미국의 미식축구 선수이다. 포지션은 쿼터백 (QB)이다.